# 卜颜帖木儿 (豳王)
卜颜帖木儿（羅馬化：Buyān tīmūr），元朝皇族，是成吉思汗次子察合台的后裔，出伯的孙子，豳王南忽里的儿子。

## 生平
帖木儿帝国编纂的《贵显世系》记载南忽里有喃答失和卜颜帖木儿二子。卜颜帖木儿在元文宗至顺二年（1331年）被封为豳王，约1330年代初取代忽塔忒迷失，继承豳王称号及汗国统治权。一些学者认为在至正二十四年（1364年）到二十五年，扩廓帖木儿和孛罗帖木儿相争时的宗王不颜帖木儿、豳王还是卜颜帖木儿。此后豳王记载更少，虽出现“豳王嵬釐”“豳王亦憐真”等人物，但与《贵显世系》已无对应人名。